# Miomantis preussi
Miomantis preussi es una especie de mantis de la familia Mantidae.

## Distribución geográfica
Se encuentra en Camerún.